# وادي ماوان
وادي ماوان من أودية نجد. يقع الوادي بالقرب من مدينة الدلم. يتميز الوادي بحوافه العالية٬ وينحدر من جبال طويق حيث يقع مجراه الأعلى٬ وينتهي غرب بلدة الرغيب إلى الجنوب من مدينة الدلم٬ وبه مزارع وتجمعات لأشجار الطلح. وأكثر من ٩٧٪؜ من الذين يسكنونه من  قبيلة القرينيه 